# Rodrigue Akpakoun
Rodrigue Akpakoun, né le 16 décembre 1974, est un footballeur international béninois.

## Biographie

### Carrière internationale
Akpakoun faisait partie de l'équipe nationale du Bénin pour la Coupe d'Afrique des Nations 2004. L'équipe a terminé dernière de son groupe au premier tour de la compétition, sans se qualifier pour les quarts de finale,.

### Carrière en club
Avant d’intégrer l'équipe nationale Béninoise, Rodrigue Akpakoun joue plusieurs saisons dans les échelons inférieurs du football français, notamment au Stade de Reims et à La Roche VF.